# Stuart Holden
Stuart Alistair Holden (født 1. august 1985 i Aberdeen, Skotland) er en skotsk tidligere fodboldspiller, der blev naturaliseret amerikaner, og spillede som midtbanespiller. Han var blandt andet tilknyttet de engelske klubber, Sunderland og Bolton, samt Houston Dynamo i USA.

## Landshold
Holden er født og opvokset i Skotland, og blev først amerikansk statsborger i 2006. Han nåede 25 kampe og tre scoringer for USA's landshold, som han debuterede for 4. juli 2009 i et opgør mod Grenada. Han har blandt andet repræsenteret sit land ved CONCACAF Gold Cup i 2009